# Chlorophorus angustulus
Chlorophorus angustulus is een keversoort uit de familie van de boktorren (Cerambycidae). De wetenschappelijke naam van de soort werd voor het eerst geldig gepubliceerd in 1886 door MacLeay.